# Oratorio de Nuestra Señora de la Salud (Badia Polesine)
El oratorio de la Madonna della Salute, también llamado oratorio de Santa Maria della Salute o de la Bienaventurada Virgen María de la Salud, es un edificio religioso situado en Badia Polesine, un municipio de la zona de Altopolesine en la provincia de Rovigo, cerca del complejo abacial de Vangadizza.
De estilo rococó y neoclásico palladiano, fue construido en 1719 por Giorgio Massari por encargo de la familia veneciana Loredan, como ex voto por el fin de la epidemia de peste que, aunque marginalmente, había afectado la zona. 

## Descripción
El edificio, orientado de norte a sur, tiene planta octogonal, que sin embargo integra un profundo voladizo casi como para obtener un valor absidal. La estrecha fachada, caracterizada por la presencia de dos pares de semicolumnas corintias que sostienen el tímpano, presenta estrechas analogías con el estilo neoclásico palladiano. Por este lado, se accede al interior a través de un portal rematado por un arquitrabe y, tras un espacio ocupado por una placa conmemorativa, por un gran óculo en forma de luneta. Las dos estrechas fachadas laterales, inclinadas 45°, ambas con un nicho que alberga una estatua, están conectadas a las semicolumnas. El oratorio fue restaurado y pintado en 2021 gracias a una convocatoria de Cariparo. El edificio se completa con un campanario adosado al lado izquierdo.